# Día de Canadá

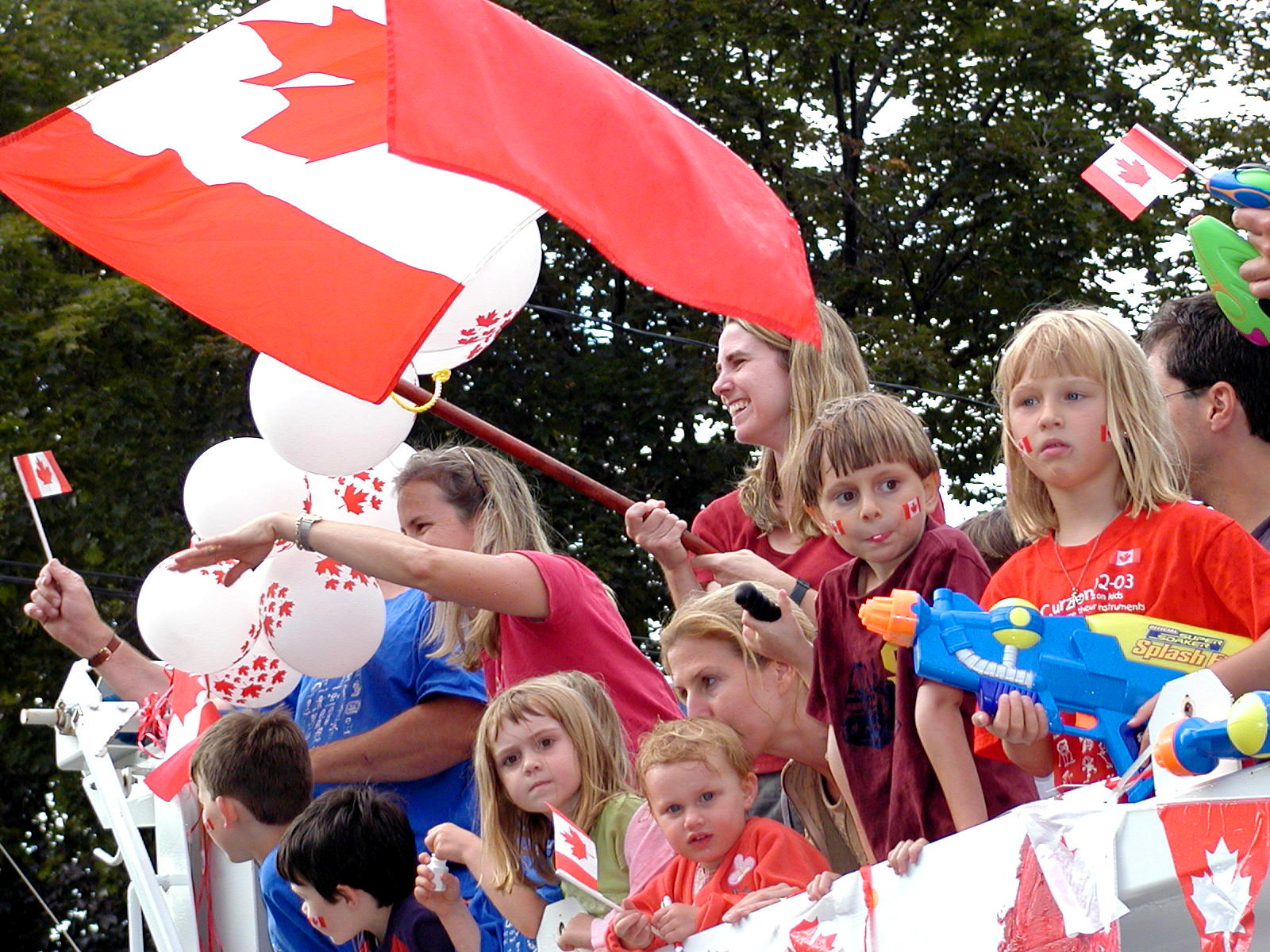
El Desfile del Día de Canadá por la Avenue de Westminster, en Montréal-Ouest, Canadá.

El Día de Canadá (en inglés: Canada Day, en francés: Fête du Canada) es el día de fiesta nacional de Canadá. Se celebra el 1 de julio de cada año para celebrar la autonomía de Canadá del Reino Unido en 1867.
El día de fiesta fue establecido formalmente en 1867 y llamado originalmente el Día del Dominio ya que esa era la designación legal de Canadá como parte del Imperio Británico. El nombre fue cambiado a Día de Canadá en octubre de 1982. El día se celebra a menudo con desfiles y fiestas al aire libre. Cada año en la ciudad capital canadiense de Ottawa hay grandes celebraciones en el césped de los edificios del parlamento nacional. También, en otras ciudades como Montreal y Toronto hay algunos de los desfiles más grandes del país.

## Quebec
En este mismo día se efectúa en la provincia de Quebec, el "Día de la Mudanza", donde gran cantidad de personas se trasladan de un hogar o ciudad a otra, al finalizar sus contratos de arriendo anuales el 30 de junio.